# 方無行
方無行，本名方龍驤，1960年10月出生於台灣臺北，曾任唱片公司管理層；臺灣第一支搖滾樂隊“紅螞蟻”出的原創專輯就是經他之手。
經歷包括：唱片、配樂、影像、演唱會製作與企劃，在歌林、福茂、滾石、點將等唱片公司工作。

## 外部連結
- 方無行的新浪微博
- 豆瓣电影上《方無行》的資料 （简体中文）